# Campionati nordici di lotta 2000
I campionati nordici di lotta 2000 si sono svolti a Malmö, in Svezia, il 27 maggio 2000.

## Podi

### Lotta greco-romana
| Evento        | Oro              | Argento            | Bronzo        |
| Fino a 54 kg  | Antti Näivä      | Anders Nyblom      | ----          |
| Fino a 58 kg  | Håkan Nyblom     | Antti Kinnunen     | Jaanek Lips   |
| Fino a 63 kg  | Marko Isokoski   | Pasi Huhtala       | Urban Holm    |
| Fino a 69 kg  | Kenneth Hansen   | Olari Suislep      | Juha Hiltunen |
| Fino a 76 kg  | Mattias Schoberg | Mohammad Babulfath | Tuomo Mäntylä |
| Fino a 85 kg  | Ara Abrahamian   | Martin Johansen    | Tomi Rajamäki |
| Fino a 97 kg  | Martin Lidberg   | Toomas Proovel     | Jörgen Olsson |
| Fino a 130 kg | Eddy Bengtsson   | Vello Pärnpuu      | Nicklas Eng   |